# Три царі

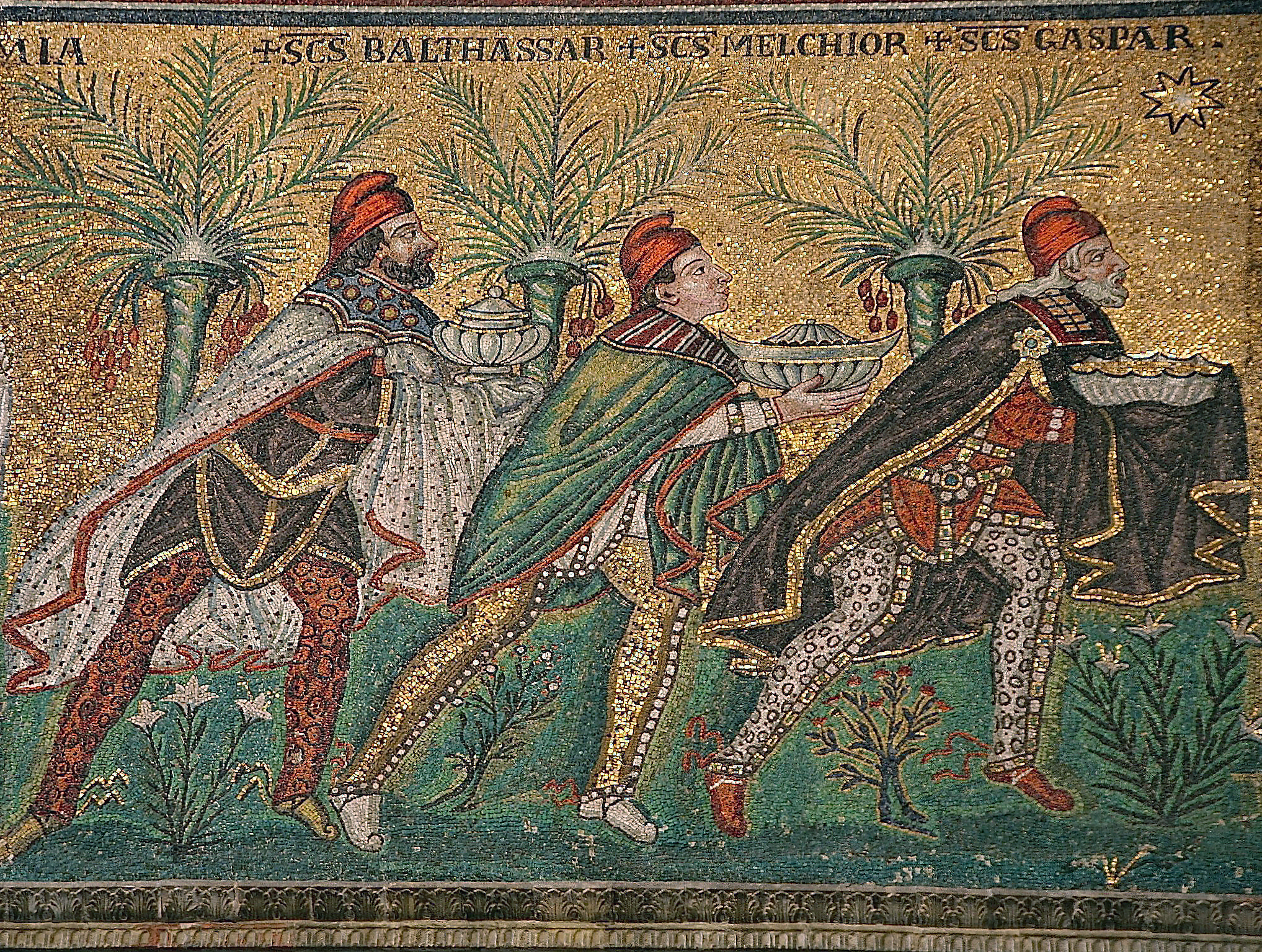
Три царі на мозаїці, близько 600 р. н. е.
Базиліка Сант Аполінаре Нуово, Равенна.

Три царі — шановані особи, що згідно Євангелія від Матвія, принесли Ісусові Христові дари, дізнавшись про народження месії завдяки чудесній зірці. Відомі також як три волхви, королі, маги, мудреці, жерці. Згідно з працями богословів та істориків, ці персонажі ототожнюються з астрологами, проте зазвичай не називаються так через асоціації астрології з язичництвом.
У Євангелії не згадується, що цих осіб було саме троє, але така кількість виводиться з кількості їхніх дарів. У західній традиції їхніми іменами вважаються Каспар, Мельхіор і Балтазар. Іменування їх царями виникло в ранньому середньовіччі.

## Три царі в Біблії

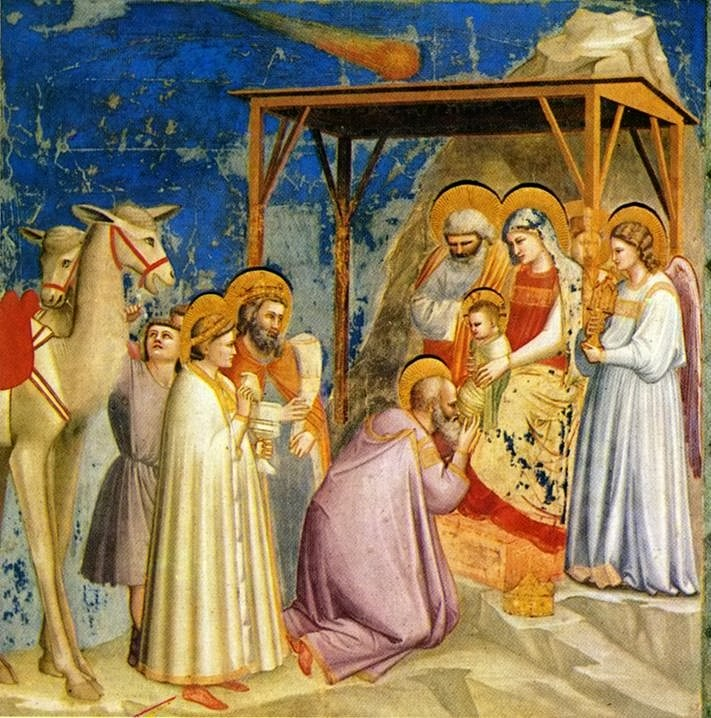
Картина «Поклоніння волхвів» роботи флорентійського художника Джотто (1267—1337). Вифлеємська зірка зображена як комета над дитиною. Джотто був очевидцем Комети Галлея у 1301.

Про народження очікуваного месії, котрий звеличить Ізраїль, вперше повідомлялося в пророцтві Валаама зі старозавітної Книги Чисел. Вважалося, що месія буде царем, проте лишалися невідомі обставини появи цієї особи.
| " | Бачу Його, але нині ще немає; бачу Його, але не близько. Сходить зірка від Якова і постає жезл від Ізраїля, і вражає князів Моава і розтрощує всіх синів Сифових. (Чис 24: 17) | " |

Мудреці, побачивши на небі нову зірку, витлумачили це як ознаку народження такого царя, та вирушили до царя Ірода в Єрусалим, столицю Юдеї, аби вшанувати новонародженого. Ірод, занепокоєний появою потенційного суперника, доручив первосвященникам і книжникам дізнатися де це сталося. Ті, згідно з пророцтвом, повідомили, що новий цар мав народитися у Вифлеємі. Ірод послав мудреців знайти цю дитину. Але вдавши, що хоче вшанувати майбутнього царя, Ірод замислив убити його.
Слідуючи за зіркою, мудреці прийшли до Вифлеєма, де знайшли малого Ісуса та піднесли месії три дари: золото, ладан та смирну. Попереджені віщим сном, що Ірод хоче вбити месію, мудреці покинули Єрусалим і повернулися додому, оминувши Єрусалим. На відміну від Луки, Матвій не згадує фактичного народження Ісуса, замість цього зосереджується на тому, що відбулось потім.
| " | Коли ж народився Ісус у Вифлеємі Юдейськім, за днів царя Ірода, то ось мудреці прибули до Єрусалиму зо сходу, і питали: Де народжений Цар Юдейський? Бо на сході ми бачили зорю Його, і прибули поклонитись Йому. І, як зачув це цар Ірод, занепокоївся, і з ним увесь Єрусалим. І, зібравши всіх первосвящеників і книжників людських, він випитував у них, де має Христос народитись? Вони ж відказали йому: У Вифлеємі Юдейськім, бо в пророка написано так: І ти, Вифлеєме, земле Юдина, не менший нічим між осадами Юдиними, бо з тебе з'явиться Вождь, що буде Він пасти народ Мій ізраїльський. Тоді Ірод покликав таємно отих мудреців, і докладно випитував їх про час, коли з'явилась зоря. І він відіслав їх до Вифлеєму, говорячи: Ідіть, і пильно розвідайтеся про Дитятко; а як знайдете, сповістіть мене, щоб і я міг піти й поклонитись Йому. Вони ж царя вислухали й відійшли. І ось зоря, що на сході вони її бачили, ішла перед ними, аж прийшла й стала зверху, де Дитятко було. (Мат 2: 1-9) | " |

| " | А бачивши зорю, вони надзвичайно зраділи. І, ввійшовши до дому, знайшли там Дитятко з Марією, Його матір'ю. І вони впали ницьма, і вклонились Йому. І, відчинивши скарбниці свої, піднесли Йому свої дари: золото, ладан та смирну. А вві сні остережені, щоб не вертатись до Ірода, відійшли вони іншим шляхом до своєї землі. (Мат 2: 10-12) | " |

## Три царі в апокрифах
Сирійська «Печера скарбів» (VI ст.) описує, що волхви, побачивши зірку, пішли на гору Нуд, де за заповітом Сифа лежали скарби, залишені Адамом і Євою, які треба взяти, коли з'явиться саме така зірка. Повернувшись у рідні країни, волхви розповіли там про народження Христа. Потім їх охрестив апостол Фома, коли проповідував у їхніх землях, і волхви приєдналися до нього, щоб проповідувати вчення Христа далі. Сирійська «Хроніка Зукніна» (VIII ст.) містить легенду про заповіт Адама та пророцтво про зірку, що привела волхвів до Христа. Коментар до Євангелія від Матвія «Opus imperfectum in Mattheum» (V ст.) згадує, що мудреців було 12.
Згідно з «Historia trium regum» (XIV ст.) Іоанна Хільдесхаймського, волхви були: Мельхіор з Нубії, Валтасар з Годолії та Каспар із Фароса. Вони вирушили до Єрусалима різними шляхами, але потрапивши в туман зустрілись. Мельхіор чекав решту на горі Кальвар, де спорудив каплицю. Крім трьох згаданих у Євангелії дарів, вони піднесли Христові реліквії Александра Македонського й цариці Савської, а також посудини з Єрусалимського храму, викрадені раніше халдеями. Мельхіор подарував золоте яблуко (царську державу) і 30 денаріїв. Потім Марія та Йосип загубили ті 30 денаріїв, їх знайшов пастух і пожертвував Єрусалимському храму. Саме їх Юда отримав за зраду Христа. На батьківщині волхви розповіли про народження месії, звели каплицю та храми, де зобразили Христа з зіркою. Коли апостол Фома проповідував у їхніх землях, він освятив каплицю, а волхвів зробив єпископами.

## Імена

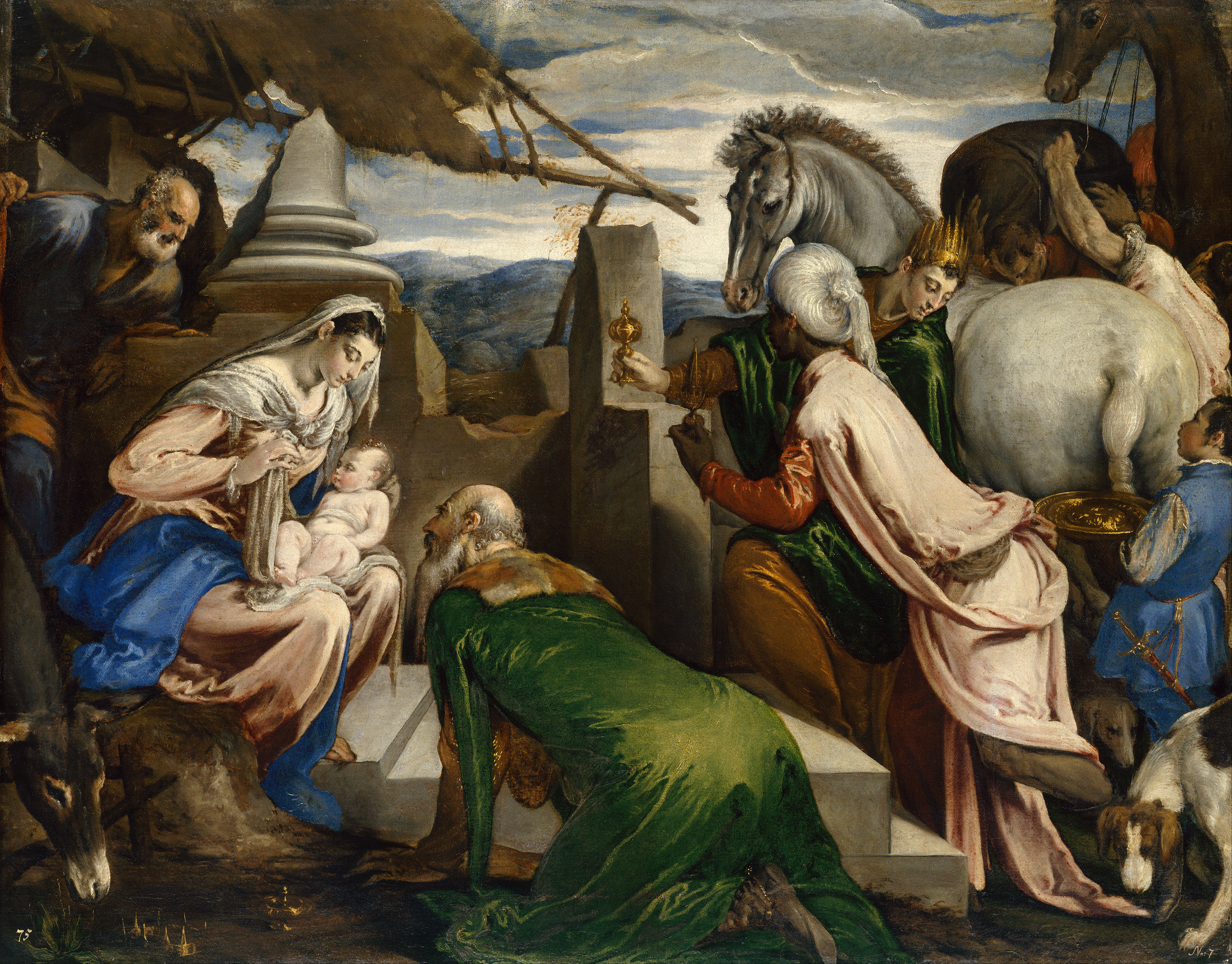
Якопо Бассано, «Поклоніння волхвів», 1563—1564, Музей історії мистецтв, Відень

У Біблії імена цих персонажів не вказуються, проте на Заході поширилися такі їхні імена: Балтазар (Balthasar), Мельхіор (Melchior) і Каспар/Гаспар (Caspar/Gaspar). Ці варіанти, як вважається, зафіксовані близько 500 року н. е. в грецькому манускрипті, перекладеному в VIII ст. латинською під назвою «Excerpta latina barbari». Їхні імена в латинському варіанті: Бітісарея (Bithisarea), Мельхіор (Melichior) і Гатаспа (Gathaspa). Ірландський манускрипт латинською мовою «Collectanea et Flores» VIII ст. наводить звичніші імена Балтазар, Мельхіор і Каспар.
Східна церква, зокрема ефіопське християнство, називала їх Гор (Hor), Карсудан (Karsudan) та Базантр (Basanater), тоді як у вірменів їх звали Кагфа (Kagpha), Бададахаріда (Badadakharida) і Бададілма (Badadilma). Сирійське християнство дотримується варіанту: Лаврандад (Lavrandad), Гушнасаф (Gushnasaph) і Гормісдас (Hormisdas). У сирійській традиції імена ближчі до перських, хоча також не гарантовано, що вони справжні.
Одним із кандидатів на першоджерело для імені Каспар слугує апокриф «Діяннях Хоми» (III ст.), де воно наведене як Гондофар (Gondophares або Gudapharasa), від якого могло піти ім'я Каспар як перекручене Gaspar. Цей Гондофар міг бути реальним царем Гондофаром I, засновником Індо-парфянського царства, якого, за легендою, відвідав апостол Фома. Християни могли обрати Гондофара просто тому, що це був відомий східний цар, який жив у часи подій Євангелія.

## Особи

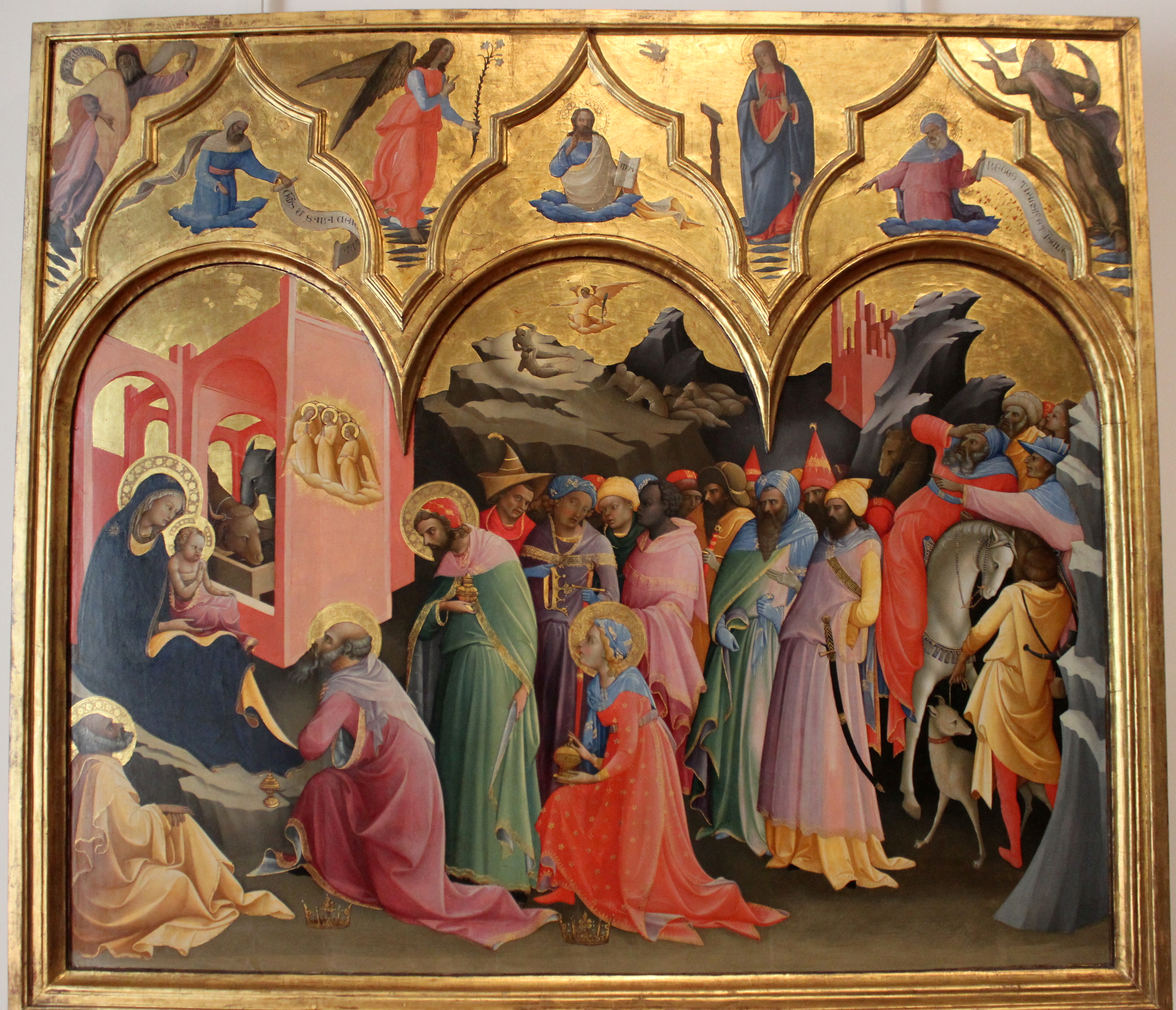
Лоренцо Монако, «Поклоніння волхвів», 1421—1422, Галерея Уффіці, Флоренція

Поява на небі зірки привернула увагу астрологів, проте самі юдеї, що очікували месію, не вважали її ознакою цієї події, засуджуючи заняття астрологією. Натомість астрологія була вельми популярна в Римській імперії. Еллінізований цар Ірод, який підкорювався Риму, міг цікавитися передбаченням майбутнього за зорями.
У перекладі Євангелія від Матвія грецькою мовою персонажів, які відвідали Ірода, названо магами. В оригінальному грецькому тексті це слово «μάγοι» (магоі), що в латинській мові перетворилося на «magi». Воно походить від давньоперського «магуш» — назви племені чи касти зороастрійських жерців. В античній літературі магами називали зороастрійських жерців і вавилонських жерців-астрологів. З часом зміст поняття «маги» змістився з жерців на людей загалом, що займаються передбаченням майбутнього та чаклуванням. В Євангелії від Матвія є єдиний випадок у всій Біблії, коли слово «маги» вживається в позитивному сенсі. Позаяк Матвій не повідомляв нічого про походження згаданих ним магів і не розписав детально мотиви, що спонукали їх вирушити в Єрусалим, особи цих магів здобули популярність у екзегетів і в легендах.
Юдеї мали давні контакти з Персією та Вавилоном, тож часто вважається, що маги прибули саме звідти, рідше їхньою батьківщиною вказується Аравія. Також однією з версій є те, що кожен з царів був потомком синів Ноя - Хама, Сима та Яфета. Якщо вважати Вифлеємську зірку з'єднанням планет Юпітер (що вважалася «царською зіркою») і Сатурн (вважалася «зіркою євреїв»), що відбувалося тричі в період 7-6 років до н. е., то прибуття перських або вавилонських магів у столицю євреїв стає закономірним; вони очікували народження серед євреїв видатного царя. До того ж, з'єднання планет передбачалося вавилонськими астрономами. Кількість магів, як і їхні імена, не згадуються в Біблії. Зазвичай вони вважаються чоловіками, хоча стать також іноді ставиться під сумнів. Згідно з Псевдо-Бедою, один з магів був темношкірий.
Теолог другої половини II — початку III ст. Тертуліан запровадив традицію називати магів, які побачили зірку, царями, щоб уникнути асоціацій з язичниками-астрологами та підкреслити їхній високий статус. Також, він утвердив думку, що цих осіб було троє, відповідно до кількості дарів. З часів Оригена відомий переказ, що ці маги були нащадками Валаама. В західній традиції іноді вважається, що Бальтазар був царем Аравії чи Ефіопії, Мельхіор — Персії, Каспар — Індії. Зовнішній вигляд мудреців першим описав Беда Преподобний.

## Історичність трьох царів
Сам факт відвідання магами царя Ірода з приводу появи нової зірки дуже правдоподібний. Суперечності викликає питання, яке саме дійсне астрономічне явище привернуло їхню увагу. Зважаючи на те, що цар Ірод, за найпоширенішими оцінками, помер у 4 році до н. е., маги повинні були прибути в Єрусалим не пізніше цієї дати. Можна припустити, що маги спостерігали не ту саму зірку весь час, а декілька схожих явищ, між якими відбулися народження Христа, прибуття магів у Єрусалим і їхня подорож у Вифлеєм. Найменш суперечливою датою народження Христа є осінь 2 року до н. е. У такому випадку маги, побачивши зірку за 1–2 роки до фактичного народження Христа, прибули в Єрусалим, коли Ірод іще був живий, а до Вифлеєма вже пізніше, коли Христос народився.
На роль історичної Вифлеємської зірки претендує комета, проте найближчі до 4 року до н. е. комети з'являлися в 17 році до н. е. та 9 році н. е., що досить віддалено в часі. Ближчі в хронології наднові зорі, спалахи яких спостерігалися з Землі в 7, а також 5 і 4 роках до н. е. Також, імовірно, що увагу астрологів привернули з'єднання Юпітера з Сатурном 6 року до н. е., або Венери з Юпітером 2 року до н. е., чи Венери з Юпітером 3 року до н. е. До того ж, в 2 році до н. е. двічі відбувалося з'єднання Юпітера з зорею Регул. Якесь із цих явищ цілком могло бути сприйняте за ознаку наближення видатної події, що спонукало астрологів відвідати Єрусалим.

## Символізм
Прихід магів зі сходу може мати символічний сенс, адже на схід від Юдеї, за поширеним уявленням, колись розташовувався Едемський сад, оселя безгрішних перших людей. У їхньому поклонінні Христові святий Ігнатій, подібно до багатьох стародавніх авторів, убачав символ завершення окультизму. Беда і Валафрід вважали, що ці троє були нащадками трьох синів Ноя: Сима, Хама та Яфета. Таким чином, прибувши до Христа, вони стали попередниками Вселенської церкви. Часто царів зображу.ть чоловіками різного віку, що символізує юність (Каспар), зрілість (Балтазар), старший вік (Мельхіор). Так само в словах волхвів бачать доказ того, що Христос є одночасно людиною і Богом. Спочатку царі запитують де знаходиться новонароджений Цар юдейський, тобто Ісус був народжений, як всяка людина. В той же час вони кажуть, що прийшли поклонитися Йому, а це доводить божественну природу Христа, якому поклоняються як Богу.
Висунуто багато різних гіпотез щодо значення та символізму дарів; тоді як золото доволі зрозуміло пояснюється (як подарунок), ладан та особливо миро здебільшого незрозумілі. Припущення в основному поділяють на дві групи — утилітарні дари та символічно-пророчі:
- Золото — царська суть Христа (верховенство над народами), віра, добрі справи, усунення бідності Святого сімейства;
- Ладан — божественна суть (безсмертність, мудрість), вказівка на первосвященство, розум, молитви, усунення смороду хліва;
- Смирна (миро) — людська суть (минущість, страждання, похорон), добрі справи, гасіння пристрастей чи умертвіння плоті, забезпечення здоров'я Христа.

## Культ Трьох царів

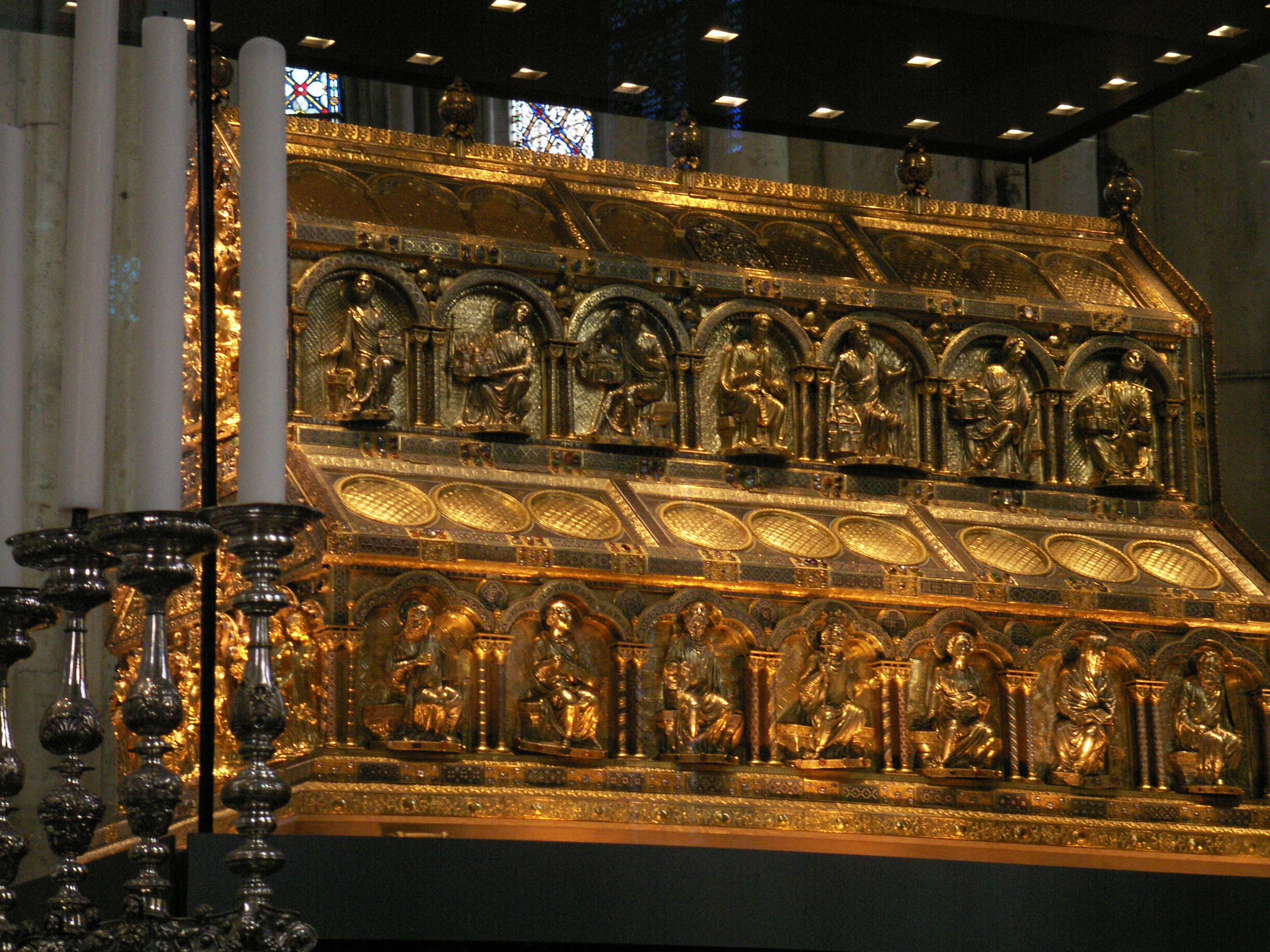
Релікварій Трьох царів у Кельнському кафедральному соборі, де, можливо, лежать їхні мощі

За легендою, мощі волхвів виявила в Персії рівноапостольна Олена і перенесла їх до Константинополя. В V ст. їх було перевезено в Мілан. У 1164 році за наказом Фрідріха I Барбаросси, який захопив Мілан, архієпископ Рейнальд перемістив мощі до Кельна. З цієї нагоди 24 червня було встановлено свято Трьох царів. Свято Богоявлення в католицтві пов'язане з цими персонажами. У кафедральному соборі Пресвятої Богородиці та апостола Петра мощі, можливо, зберігаються й досі. Крім того, Марко Поло в XIII ст. повідомляв про гробниці трьох волхвів, розташовані в перському місті Сава.
Дари волхвів до IV ст., за переказом, зберігалися в Єрусалимі. Візантійський імператор Аркадій переніс їх до Константинополя в Софійський собор. Паломники стверджували, що поблизу дарів чути щось схоже на шепіт. Після падіння Константинополя вдова турецького султана Мурада II, Мара Бранкович, доставила їх на гору Афон. Там, за легендою, їй з'явилася Богородиця та завадила підйому на гору (на неї заборонено підніматися жінкам). Марія передала дари ігумену, і відтоді вони зберігаються в каплиці апостола Петра. Там міститься 28 підвісок, які вважаються відлитими із золота волхвів, а ладан і смирна зберігаються в формі кількох десятків кульок.

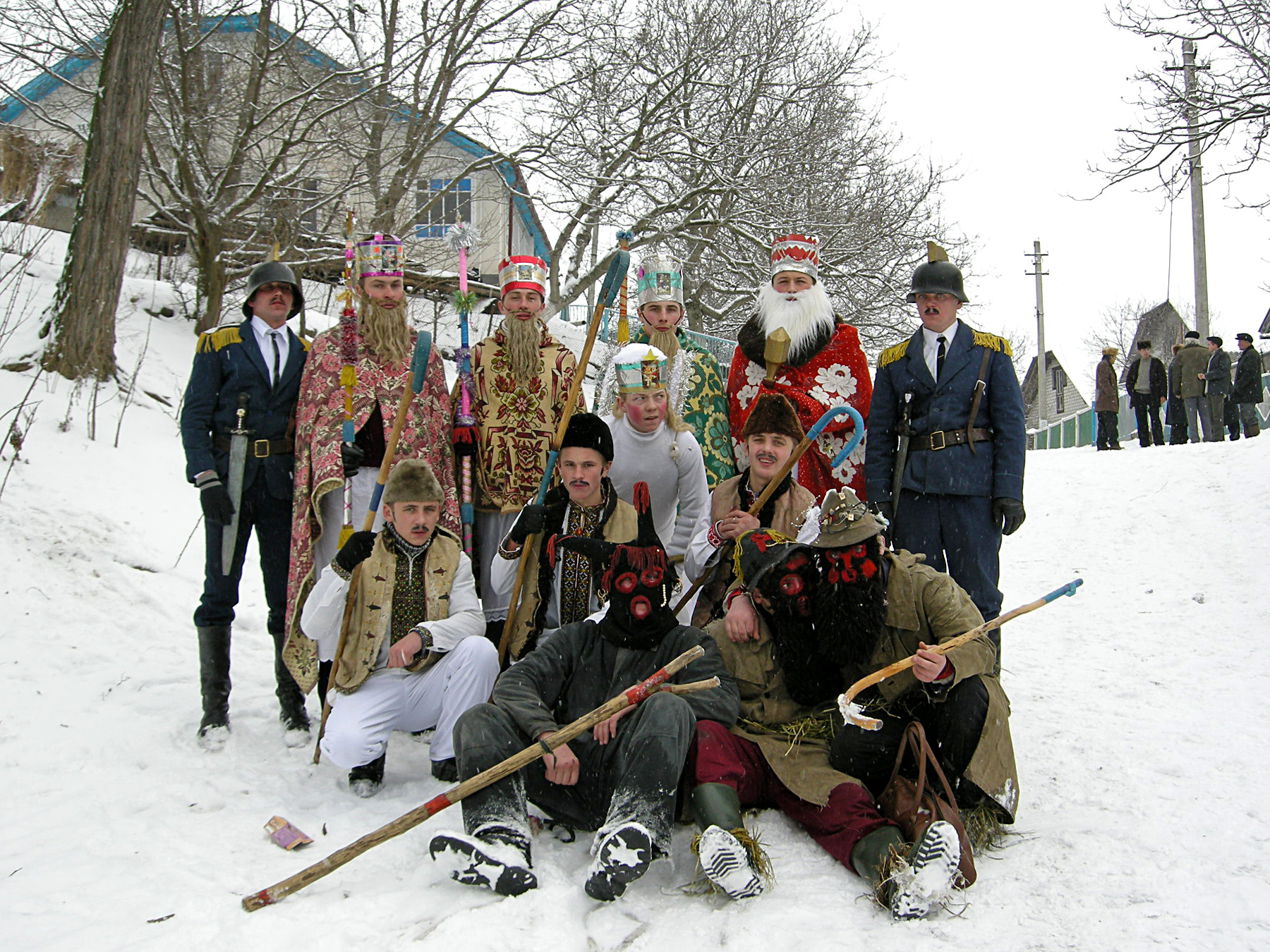
Вертеп у Жнибородах, Тернопільська обл. Україна. Три царі серед персонажів.

Свято Богоявлення в традиції римо-католицької церкви пов'язане з постатями волхвів, або трьох царів, в деяких країнах має саме таку назву — Свято трьох царів і випадає на 6 січня. В цей день віруючі пишуть на одвірках літери С+М+В, які вважаються першими літерами імен царів, але також є абревіатурою виразу «Christus mansionem benedicat» — «Христос, захисти цей дім». В цей день діти, переодягнені в волхвів, співають колядки. На сьогодні свято залишається офіційним у трьох федеральних землях НІмеччини: Баварії, Баден-Вюртембергу та Саксонії-Ангальт.
В Іспанії та Латинський Америці Три царі приносять подарунки на свята. Взагалі сама традиція дарування на Різдво походить в тому числі і від мудреців, які принесли дари маленькому Ісусу.

### Україна
Три царі були і є обов'язковими позитивними персонажами українських різдвяних вертепів на противагу Іроду. Зазвичай вони одягнені в царський або східний одяг, мають корони або чалми чи тюрбани. Вони приносять немовляті Христу дарунки і поклоняються Йому. 
Три царі згадуються в текстах багатьох українських різдвяних колядок. Колядка, яка присвячена їм, так і називається  "Три царі"
|  | Три славнії царі, звідкіль ви прийшли? З далекого краю, за звіздою йшли. Щоб побачить Рожденного, Христа Бога правдивого З Пречистої Діви, Діви Марії. |

Колядка "Бог ся рождає" також згадує східних царів.
Три славні царі к вертепу приходять. Ладан і смирну, золото приносять.
або

Царі зі сходу славу днесь голосять, Ладан і смирну, золото приносять.
Колядка "В Вифлеємі днесь Марія Пречиста" воздає шану побожним правителям-вченим
А з востока за звіздою йдуть царі,

Три преславні, прерозумні звіздарі.

## Іконографія
Зображення волхвів відомі з III ст. на живописних малюнках у катакомбах і на рельєфах саркофагів. Зазвичай вони зображаються у сцені поклоніння Христові, часом під час подорожі за зіркою, бесідою з Іродом, і повернення до своїх країн. Переважно вони одягнені в короткі туніки й штани, носять фригійські шапки. Одяг ошатний, прикрашений візерунками чи розшитий перлами, що вказує на їхній високий статус. У сцені поклоніння волхви представлені збоку від Богоматері з немовлям, яка сидить на престолі, чи по обидва боки. Такі зображення відомі вже з III—IV ст. У візантійській іконографії Каспар представлений у вигляді старця з сивою бородою, Валтасар — середнього віку, Мельхіор — юнаком. Римська традиція ж зображувала всіх волхвів безбородими.